# أوجين مارتن
أوجين مارتن (بالفرنسية: Eugène Martin)‏ هو سائق سيارة سباق ومهندس فرنسي، ولد في 24 مارس 1915 في سوريسن في فرنسا، وتوفي في 12 أكتوبر 2006 في Aytré ‏ في فرنسا.